# Stará Ves nad Ondřejnicí
Pour les articles homonymes, voir Stará Ves.
Stará Ves nad Ondřejnicí (en allemand : Altendorf bei Braunsberg) est une commune du district d'Ostrava-Ville, dans la région de Moravie-Silésie, en République tchèque. Sa population s'élevait à 2 841 habitants en 2021.

## Géographie
Stará Ves nad Ondřejnicí est arrosée par l'Ondřejnice, qui je jette dans l'Oder à la limite nord de la commune. Elle se trouve à 9 km à l'est de Studénka, à 12 km au sud-sud-ouest d'Ostrava et à 273 km à l’est-sud-est de Prague.
La commune est limitée par l'Oder et la commune de Jistebník au nord-ouest, par Ostrava au nord, par Krmelín à l'est, par Brušperk au sud-est, par Trnávka au sud, et par Petřvald à l'ouest.

## Histoire
La première mention écrite de la localité date de 1267.

## Administration
La commune se compose de deux quartiers :
- Košatka
- Stará Ves

## Transports
Par la route, Olbramice se trouve à 15 km de Frýdek-Místek, à 18 km d'Ostrava et à 359 km de Prague.